# Ravine Pommes
Die Ravine Pommes ist ein kurzer Zufluss des Pagua River im Osten von Dominica im Parish Saint David.

## Geographie
Die Ravine Pommes entspringt bei Bataka auf ca. 180 m über dem Meer und fließt nach Westen. Sie mündet bereits nach ca. 770 m nördlich bei Hill von rechts und Osten in den Pagua River.